# Hassan Sheikh Mohamud
Hassan Sheikh Mohamud (ur. 29 listopada 1955 w Dżalaksi) – somalijski nauczyciel, wykładowca akademicki, urzędnik i polityk, prezydent Somalii od 16 września 2012 do 8 lutego 2017 i ponownie od 23 maja 2022.

## Życiorys
Hassan Sheikh Mohamud urodził się miejscowości Dżalaksi w regionie Hiiraan w środkowej Somalii. Pochodzi z jednego z największych klanów, Hawija. W 1981 r. został absolwentem Somali National University w Mogadiszu. Rozpoczął pracę jako nauczyciel w szkole średniej Lafole Technical Secondary School oraz kolegium Technical Teachers’ Training College. Następnie wyjechał do Indii, gdzie w 1988 roku uzyskał tytuł magistra na Bhopal University w Bhopalu.
Po powrocie do kraju pracował w ramach jednego z projektów edukacyjnych UNESCO. Po obaleniu prezydenta Mohammeda Siada Barre, w 1993 r. rozpoczął pracę jako urzędnik w ramach UNICEF oraz misji ONZ (UNOSOM II), zajmujących się stabilizacją sytuacji w ogarniętym wojną domową państwie. Pośredniczył w wielu konfliktach klanowych, m.in. w 1997 r. przy negocjacjach skutkujących zniesieniem tzw. „zielonej linii” w Mogadiszu, rozdzielającej przez kilka lat strefy wpływów w mieście pomiędzy grupami bojowników i utrudniającej funkcjonowanie stolicy. W 1999 roku, w celu rozwoju szkolnictwa wyższego, założył instytut zarządzania i administracji, Somali Institute of Management and Administration Development (SIMAD), który następnie przekształcił się w Simad University. Do 2010 r. zajmował na nim stanowisko dziekana.
W 2001 r. przystąpił do Center for Research and Dialogue (CRD), ośrodka badawczego zajmującego się działalnością na rzecz powojennej odbudowy kraju. W latach 2009–2010 pełnił funkcję konsultanta w Ministerstwie Planowania i Współpracy Międzynarodowej. W 2011 r. założył w Mogadiszu własne ugrupowanie polityczne, Partię Pokoju i Rozwoju (Peace and Development Party, PDP).
W sierpniu 2012 r. został jednym z ponad dwudziestu kandydatów na urząd prezydenta Somalii, po ukonstytuowaniu się nowego Federalnego Parlamentu Somalii. 10 września został wybrany przez deputowanych na ten urząd. W drugiej turze głosowania pokonał byłego prezydenta Szarifa Szajha Ahmeda głosami 190 do 79 po tym, jak z udziału w wyborach wycofało się dwóch z czterech kandydatów również zakwalifikowanych do drugiej tury, premier Abdiweli Mohamed Ali oraz Abdulkadir Osoble. Pierwszy z nich udzielił mu poparcia w drugiej turze głosowania. Wybory prezydenta Somalii były pierwszymi przeprowadzonymi na jej terytorium po 1991 roku.
Oficjalna inauguracja jego prezydentury miała miejsce w Mogadiszu 16 września 2012. Cztery dni wcześniej przed hotelem, w którym przebywał nowo wybrany prezydent dokonano samobójczego zamachu bombowego. Prezydent Mohamud za główne swoje priorytety uznał działanie na rzecz stabilizacji i bezpieczeństwa kraju oraz walki z terroryzmem i piractwem.
Jego czteroletnia kadencja kończyła się jesienią 2016 i prezydent postanowił ubiegać się o kolejną. Początkowo wybory prezydenckie miały odbyć się w listopadzie 2016, jednak zostały przełożone o kilka miesięcy. Odbyły się po wyborach parlamentarnych z października i listopada 2016, w których 14 tysięcy wyborców należących do starszyzny plemiennej wybierało 275 członków Izby Niższej i 52 członków Izby Wyższej Federalnego Parlamentu Somalii, którzy z kolei byli uprawnieni do wyboru prezydenta.
Wybory, w których uczestniczyło 21 kandydatów, odbyły się 8 lutego 2017 w budynkach portu lotniczego w Mogadiszu chronionych przez międzynarodowe wojska Unii Afrykańskiej z powodu zagrożenia ze strony bojowników Asz-Szabab. W pierwszej turze głosowania prezydent Mohamud zdobył najwięcej głosów parlamentarzystów (88 głosów), jednakże nie zdołał uzyskać wymaganej większości. W drugiej turze głosowania zajął drugie miejsce, zdobywając 97 głosów i przegrywając z byłym premierem Mohamedem Abdullahim Mohamedem, który zdobył 184 głosy. Wskutek wyraźnej przewagi konkurenta uznał swoją przegraną, wobec czego nie było konieczne przeprowadzenie trzeciej tury głosowania. Mohamed Abdullahi Mohamed został tego samego dnia zaprzysiężony na stanowisku prezydenta.
Zwyciężył w wyborach prezydenckich, które się odbyły 15 maja 2022. 23 maja 2022 został zaprzysiężony na prezydenta.